# The Suite Life on Deck
The Suite Life on Deck (bra: Zack & Cody: Gêmeos a Bordo; prt: Zack & Cody: Todos a Bordo) é uma série de televisão estadunidense, e uma sequência de The Suite Life of Zack & Cody. A série original do Disney Channel estreou em 26 de setembro de 2008 nos EUA e em 16 de janeiro de 2009 no Brasil.
A série segue os irmãos gêmeos Zack Martin e Cody Martin e a herdeira do hotel London Tipton em um novo cenário, o SS Tipton, onde eles assistem às aulas no "Seven Seas High School" e conhecem Bailey Pickett, enquanto o Sr. Moseby administra o navio. O navio viaja ao redor do mundo para nações como Itália, França, Grécia, Índia, Suécia e Reino Unido, onde os personagens experimentam diferentes culturas, aventuras e situações.
A série teve seu fim no dia 6 de maio de 2011, nos Estados Unidos, no episódio "Graduação a Bordo". Foi encerrada devido as desavenças dos irmãos Sprouses com os produtores da Disney.
Em Portugal, a série foi retirada da grelha da programação do Disney Channel Portugal no final do verão de 2013. Um ano depois, em 2014, o canal repetiu as temporadas durante o verão, e a série nunca mais passou no canal. A série também passou na SIC aos sábados e domingos de manhã no Disney Kids.
No Brasil, a série foi exibida pelo Disney Channel Brasil, e pela Rede Globo na TV Globinho. Também foi exibida aos domingos no Mundo Disney no SBT. Continua sendo exibida esporadicamente na grade do Disney Channel, e está disponível no catálogo do Disney+.

## História
Zack, Cody, London e Sr. Moseby embarcam num navio onde vivem novas aventuras. Surgem novos personagens, como Bailey, que veio do interior e acaba dividindo o quarto com London, e Woody, posteriormente colega de quarto de Cody.

## Elenco
Elenco principal: Zack Martin (Dylan Sprouse), Cody Martin (Cole Sprouse), London Tipton (Brenda Song), Bailey Pickett (Debby Ryan), Sr. Moseby (Phill Lewis).
- Dylan Sprouse como Zack Martin
- Cole Sprouse como Cody Martin
- Brenda Song como London Tipton
- Debby Ryan como Bailey Pickett
- Doc Shaw como Marcus Little
- Phill Lewis como Sr. Moseby

### Personagens

#### Zachary Zack Martin
Nascido em Seattle, Zack saiu do Hotel Tipton, fez suas malas de travessuras e embarcou no S.S. Tipton. Zack continua sendo o garoto brincalhão que todos conhecem, mas agora seus planos estão um pouco mais elaborados. No navio, Zack trabalha no Easy Squeezy, servindo sucos e problemas. A vida a bordo certamente faz bem a Zack — e ele está determinado a aproveitar totalmente sua liberdade e é 10 minutos mais velho que Cody, seu irmão. E além disso é muito bom com as garotas, diferente de seu irmão Cody.

#### Cody Martin
O sensível, preocupado, inteligente e cauteloso Cody tem tentado ser responsável por anos. Mas, de uma maneira ou de outra, ele sempre acaba se metendo em problemas. Quando não está no Colégio Sete Mares, Cody é o garoto da toalha do S.S. Tipton. Ele está apaixonado pela nova amiga, Bailey. Durante boa parte da primeira temporada da série, Bailey vê Cody apenas como um amigo. Porém, o casal começa a namorar no fim da primeira temporada, mas no episódio "Separação em Paris" os dois se separam, só que em torno da 3ª temporada da série ele mostra que ainda gosta dela e em Twister ele e Bailey se declaram novamente e por fim se beijam no final do episódio.

#### London Tipton
A filha do Sr. Tipton, a fabulosa e rica  London, não tinha a mínima ideia de que ia para o navio de seu pai para estudar. Agora ela está a bordo e tem de dividir sua cabine com Bailey. Esse não era o plano de London, mas ela precisa aprender a dividir a sua vida — e seu quarto — com Bailey. London vive debochando das roupas da colega. Ela, é uma paródia de Paris Hilton

#### Bailey Pickett
A inteligente Bailey, que fez uma longa viagem desde Kettlecorn, no Kansas, tem grandes sonhos e o desejo de conhecer o mundo. No navio, Bailey divide seu quarto com London e no decorrer da série, acaba gostando de Cody e os dois começam a namorar. Após se separarem no fim da 2ª temporada Bailey e Cody voltam no episódio Twister depois de Bailey falar que nunca deixou de amá-lo.

#### Marcus Little (Little Little)
Nascido em Atlanta, é um cantor que já foi muito famoso quando criança, mas que viu sua carreira acabar quando cresceu e se tornou adolescente e sua voz mudou. Assim, ele resolve recomeçar sua nova vida no Colégio Sete Mares, a bordo do S.S. Tipton. Tem uma paixão platônica por London. Entra na série em Colegas de Quarto, nono episódio da segunda temporada. A partir daí, passa a dividir a cabine da escola com Zack. E sai em Boa Viagem, sexto episódio da terceira temporada.

#### Marion Moseby (Sr. Moseby)
O gerente do Hotel Tipton tem um novo papel a bordo do S.S. Tipton. Mas a sua tarefa de detectar todas as travessuras de Zack e Cody nunca acaba. O Sr. Moseby, como novo supervisor do navio, corre do bombordo ao estibordo para manter os garotos, Bailey e London longe de problemas. Adora lenços de bolsos, e sempre é zombado por ser pequeno e morar com a mãe.

### Secundário
- Matthew Timmons como Woody Fink - Aluno do Colégio Sete Mares e colega de quarto de Cody no navio. É bagunceiro, desajeitado, apaixonado por Addison, ele também é meio gordinho e é muito amigo de Zack & Cody.
- Erin Cardillo como Emma Tutweiller - É a professora de Zack, Cody, London, Bailey, Marcus, Woody, Maya e Addison no Colégio Sete Mares, apesar de sempre sofrer com os relacionamentos passados,  fica noiva do Sr. Moseby no último episódio da série.
- Zoey Deutch como Maya Bennett - É uma menina nova no navio. Trabalha na mesma lanchonete que o Zack. Aliás Zack está louquinho por ela, mas ela não dá chance, até se declarar para ele no episódio 5 da 3º temporada.
- Windell D. Middlebrooks como Kirby Morris - Guarda de segurança dos eventos que acontecem no navio. É muito bobo, porém leva seu trabalho a sério. Além disso ele come muito e é amigo de Zack & Cody. Também nunca tinha terminado o ensino médio até Zack & Cody o ajudarem a se formar.
- Rachael Bell como Addison - Uma das alunas do Colégio Sete Mares, tem hiperatividade, tem medo de bolas de ping-pong e é muito amiga de Bailey e namorada de Woody. Os dois iniciam o relacionamento a partir do episódio Vamos, Bananas.
- John Michael Higgins como Wilfred Tipton - Pai da London apareceu no episódio Tornado Parte 3 e em várias outras ocasiões em Zack & Cody Gêmeos em Ação. Ele está sempre cercado por seguranças.
- Michael Hitchcock como Sr. Blanket - Psicólogo do navio, aparenta ser um pouco louco mas adora o seu trabalho. No episódio os desafiadores ele revela que ao fim de semana vê idosas a lutar numa piscina de salada.

### Participações
- Stuart Pankin como Guarda Sims (1 episódio: Ilha do Papagaio)
- Grant Johnson como Yohan Yo (1 episódios: Quebrando o Iô-Iô)
- Kara Crane como Piper (Quebrando o Iô-Iô)
- Christa B. Allen como Violet (O Rim do Mar)
- Ashley Tisdale como Maddie Fitzpatrick (1 episódio: Maddie a Bordo)
- Ginette Rhodes como Eunice Pickett (2 episódios: Zack e Cody Prontos para Zarpar e Twister)
- Chad Duell como Holden (2 episódios: Linha Internacional de Data, Pra Você, Boo!)
- Kim Rhodes como Carey Martin (4 episódios: Zack e Cody Prontos para Zarpar, Mamãe e Papai a Bordo, Problemas em Tóquio, Graduação a Bordo)
- Adrian R'Mante como Esteban Ramirez (1 episódio: A Mãe do Noivo)
- Sophie Oda como Barbara Brownstein (1 episódio: Flores e Chocolate)
- Charlie Stewart como Bob (1 episódio: Flores e Chocolate)
- Brittany Curran como Chelsea Brimmer (1 episódio: Flores e Chocolate)
- Robert Torti como Kurt Martin (2 episódios: Mamãe e Papai a Bordo, Graduação a Bordo)
- Miley Cyrus como Hannah Montana (1 episódio: Dupla Cruzada)
- Emily Osment como Lola Luftnagle (1 episódio: Dupla Cruzada)
- Selena Gomez como Alex Russo (1 episódio: Dupla Cruzada)
- David Henrie como Justin Russo (1 episódio: Dupla Cruzada)
- Jake T. Austin como Max Russo (1 episódio: Dupla Cruzada)
- Tiya Sircar como Padma (2 episódios: Zack e Cody Prontos para Zarpar e A Mamãe e o Swami)
- Hutch Dano como Alce (2 episódios: Muita Palha por Nada, Twister (parte 2))
- Lucas Furlan como Smith (1 episódio: Twister (parte 1))
- Jordin Sparks como ela mesma (1 episódio: Cruzeiro com Jordin)
- Kurt Warner como ele mesmo (1 episódio: Qualquer Fantasia Serve)
- Jennifer Tisdale como Connie (2 episódios: Flores e Chocolate e Cruzando por um Machucado)
- Sean Kingston como ele mesmo (1 episódio: Na Festa)
- Dwight Howard como ele mesmo (1 episódio: Twister)
- Kevin Love como ele mesmo (1 episódio: Twister)
- Deron Williams como ele mesmo (1 episódio: Twister)
- John Michael Higgins como Wilfred Tipton (1 episódio: Twister)

## Episódios
| Temporada | Temporada | # Episódios | Exibição original | Estreia da temporada   | Final da temporada  |
| --------- | --------- | ----------- | ----------------- | ---------------------- | ------------------- |
|           | 1         | 21          | 2008–2009         | 26 de Setembro de 2008 | 17 de Julho de 2009 |
|           | 2         | 28          | 2009–2010         | 7 de Agosto de 2009    | 18 de Junho de 2010 |
|           | 3         | 22          | 2010–2011         | 2 de Julho de 2010     | 6 de Maio de 2011   |

## Cenários
- Deck Panorâmico (Sky Deck): É o convés (deck) principal do navio. É o cenário principal da série, e onde se localiza a piscina quente (hidromassagem), o Easy Squeeze (Espreme Fácil), a loja de sucos, o restaurante Varanda de Netuno, o balcão de toalhas do Cody, entre outros.
- Lobby Principal: É o lobby que se localiza o elevador do navio, o balcão do gerente do navio, Sr. Moseby, e onde é a entrada do navio. Também se localiza os corredores principais para o cruzeiro.
- Deck Fiesta: É o lobby onde se encontra entradas para o cinema, teatro e para as boates que acontecem no cruzeiro, além de ser um bom local para descansar. Sua primeira aparição foi no episódio Dançarinas do Show, da 1ª temporada, mesmo sendo frequentemente mencionado.
- Deck Plaza: É onde se localizam as boutiques e lojas do navio, inclusive a boutique de London a "Única".
- Cabine de Zack e Marcus: É a cabine em que Zack e Marcus dormem e descansam.
- Cabine de London e Bailey: É a cabine em que London e Bailey dormem e descansam.
- Cabine de Cody e Woody: É a cabine de Cody e Woody, onde os mesmos dormem e descansam.
- Sala de Aula: É a sala de aula dos Colégio Sete Mares, onde Zack, Cody, London, Bailey, Marcus, Woody, Maya e Addison estudam e é onde a Srta. Tutweiller dá as aulas. Também é o cenário do consultório do orientador do navio, Sr. Blanket.
- Aqualounge: É um salão do S.S. Tipton que fica abaixo da linha d'água. Se torna o cenário principal da série a partir do episódio Boa Viagem.

## Cancelamento
Em 2013, durante uma entrevista com a Gawker, Dylan Sprouse revelou que ele e seu irmão apresentaram uma ideia ao Disney Channel sobre a continuação da série Suite Life. O show veria Zack e Cody retornando ao Tipton Hotel em Boston para morar com sua mãe, e se tornariam mentores de um menino que vivia com seu pai no hotel. A Disney rejeitou a ideia inicialmente, mas contatou os gêmeos um ano depois com um conceito editado que manteve a história do menino e de seu pai, mas Zack e Cody se mudariam para um hotel em Miami, Selena Gomez também estrelaria e os gêmeos não teriam o produtor créditos como eles haviam solicitado. Os Sprouses rejeitaram o conceito, deixando o projeto abandonado